# Karipuna de Rondônia
I Karipuna de Rondônia  sono un gruppo etnico indigeno del Brasile prossimo all'estinzione con una popolazione stimata in 14 individui nel 2004 (Funasa). Non sono correlati al gruppo dei Karipuna do Amapá (o anche Caripuna).

## Lingua
Parlano la lingua karipuna (codice ISO 639-3 kuq) che appartiene alle lingue tupi-guaraní. Si auto-identificano con il termine ahé che significa "il vero popolo". L'origine del termine Karipuna è sconosciuta.

## Insediamenti
Nel 2004 erano solo 14 i Karipuna de Rondônia ufficialmente riconosciuti e vivevano nel territorio indigeno del villaggio Panorama, nello stato brasiliano della Rondônia. Per quanto riguarda il loro tradizionale territorio storico, i Karipuna de Rondônia hanno sempre occupato le aree del fiume Mutum-Paraná e i suoi affluenti sinistri, dei fiumi Contra e São Francisco, a nord, e dei fiumi Capivari, Formoso e Jacy-Paraná. Secondo Denise Maldi Meireles, l'occupazione dell'area fluviale intorno al Jacy-Paraná risale agli inizi del XIX secolo. In questo periodo sembra esserci stata una spaccatura nel gruppo, fino ad allora compatto, che portò a migrazioni diverse verso il fiume Capivari, a est, e verso il fiume Paraná Mutum, a nord. Il territorio indigeno Karipuna (152.930 ettari nei comuni di Porto Velho e Nova Mamoré) è stato ratificato nel 1998.

## Storia
Le cause che hanno portato al declino dei Karipuna della Rondônia sono da attribuirsi al boom della raccolta del caucciù, all'inizio del XX secolo (periodo in cui sono avvenuti i primi contatti), e alla costruzione della ferrovia Madeira-Mamoré, che costrinse numerosi gruppi indigeni della regione a migrare in altre zone a loro non congeniali. I Karipuna de Rondônia resistettero fino agli anni settanta quando si diffusero malattie epidemiche che decretarono in maniera quasi definitiva il destino ultimo di questo popolo.